# Orden für Verdienste um das Arbeitswesen (Frankreich)

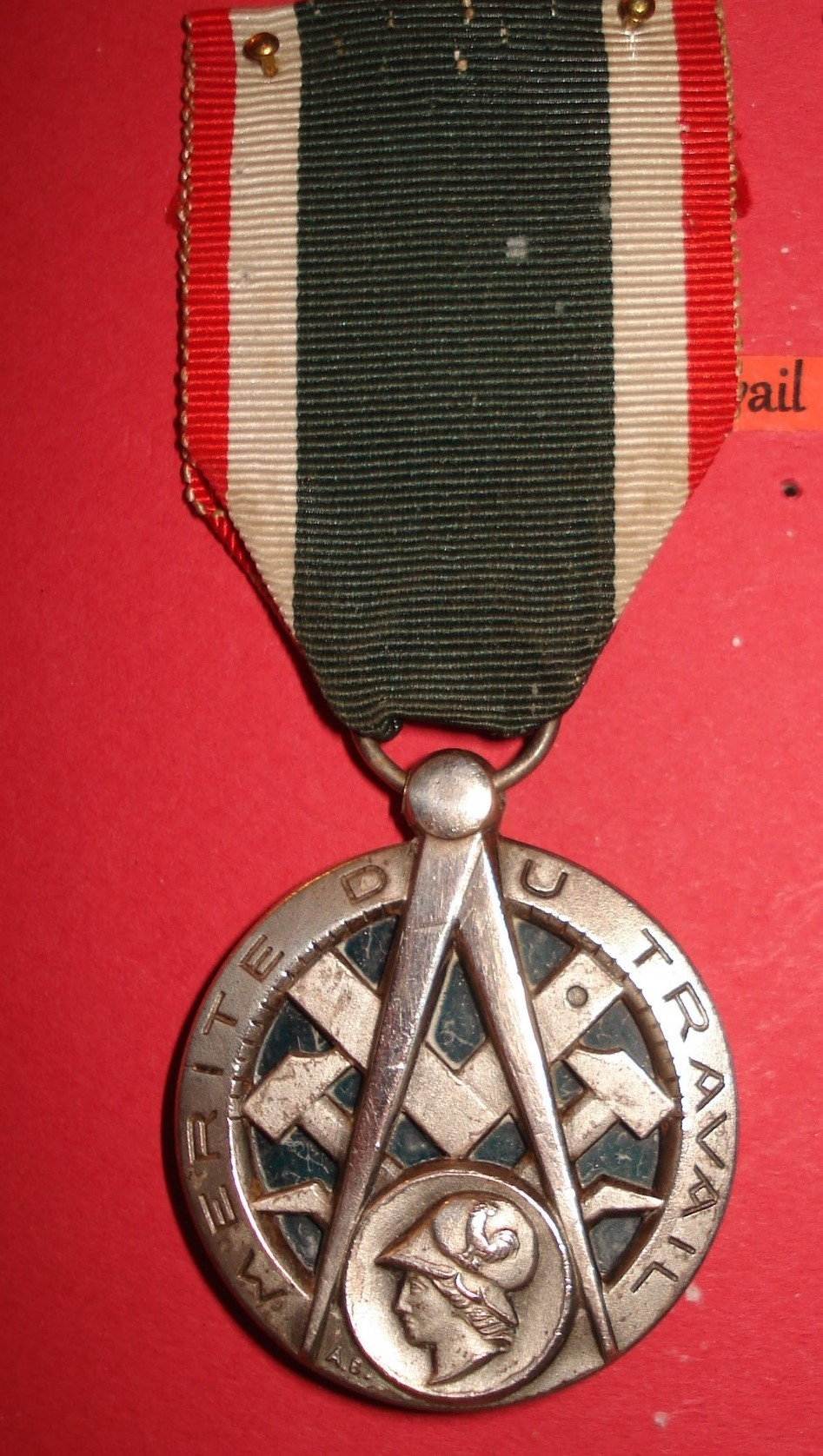
Ritterkreuz

Der Orden für Verdienste um das Arbeitswesen (fr. Ordre du Mérite du Travail) ist ein ehemaliger französischer Verdienstorden, der 1957 geschaffen und bis zur Stiftung des Nationalverdienstordens (fr. Ordre national du Mérite) 1963 verliehen wurde.   

## Geschichte
Der Orden für Verdienste um das Arbeitswesen wurde per Dekret vom 21. Januar 1957 durch den französischen Staatspräsidenten René Coty gestiftet und war zur Auszeichnung von Personen vorgesehen, die sich auf dem Gebiet der Arbeit, des Handels und der Industrie Verdienste um die Republik Frankreich erworben hatten. Die Verleihung erfolgte auf Vorschlag des französischen Arbeitsministers. Die Verleihung des Ordens für Verdienste um das Arbeitswesen wurde 1963 im Zuge der Reorganisation des französischen Ordenswesens und der Stiftung des Nationalverdienstordens eingestellt.

## Klassen
Der Orden besteht aus drei Klassen
- Kommandeur
- Offizier
- Ritter

Um mit dem Orden ausgezeichnet zu werden, musste man das 35. Lebensjahr vollendet haben und eine mindestens 15-jährige Dienstzeit nachweisen.

## Ordensdekoration
Das Ordenszeichen ist eine aus Bronze gefertigte runde Medaille und in den einzelnen Klassen versilbert (Offizier) bzw. vergoldet (Kommandeur). Sie zeigt ein Winkelmaß und zwei Hämmer. Aufliegend ein nach unten geöffneter Zirkel mit dazwischen liegenden kleinen Medaillon, auf dem das nach rechts gewendete Abbild der Marianne zu sehen ist. Umlaufend MERITE DU TRAVAIL (Verdienst der Arbeit).
Auf der Rückseite ist die dreizeilige Inschrift LIBERTE EGALITE FRATERNITE (Freiheit, Gleichheit, Brüderlichkeit) mit der Umschrift REPUBLIQUE FRANCAISE (Republik Frankreich) zu lesen.

## Trageweise
Getragen wurde die Auszeichnung an einem dunkelgrünen Band mit weißen Seiten- und roten Randstreifen auf der linken Brustseite.